# Grantsville Township
Grantsville Township est un ancien township, situé dans le comté de Linn, dans le Missouri, aux États-Unis,.
Le township est baptisé en référence à Ulysses S. Grant, président des États-Unis.

### Source de la traduction
- (en) Cet article est partiellement ou en totalité issu de l’article de Wikipédia en anglais intitulé « Grantsville Township, Linn County, Missouri » (voir la liste des auteurs).